# Чабрадський замок

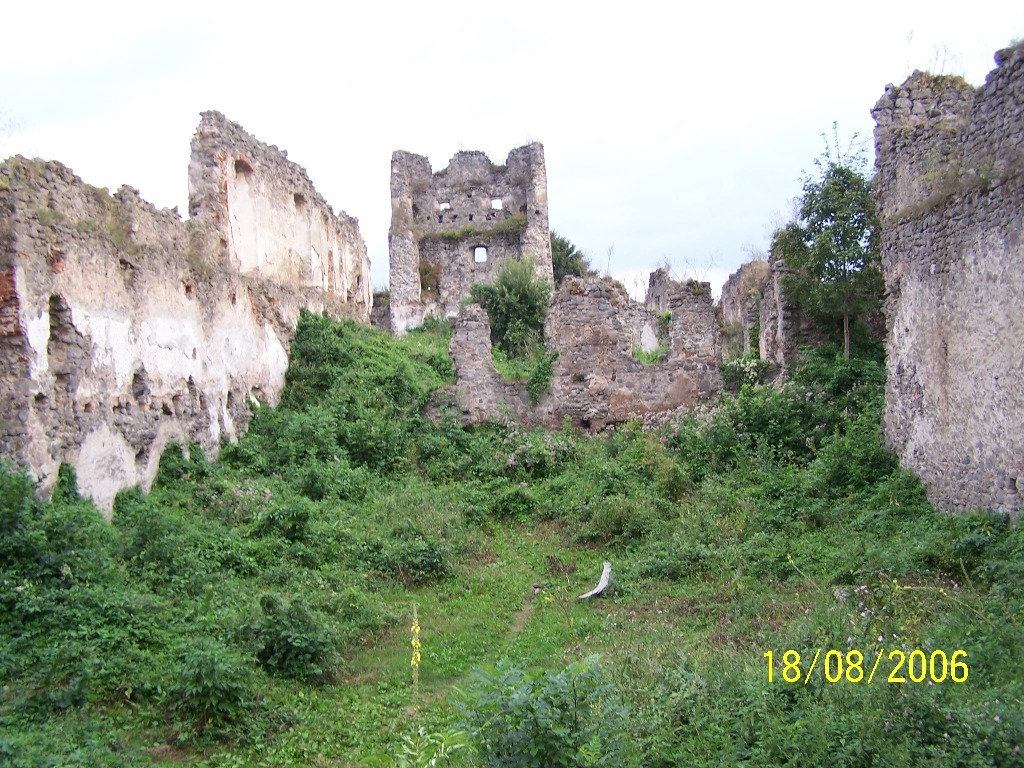
Чабрадський замок

Чабра́дський за́мок (словац. Čabradský hrad, угор. Csábrág) — руїни замку в Словаччині в районі села Чабрадський врбовок, на південний схід від міста Крупіна.
Замок був побудований в XIII столітті. У XV столітті його взяли гуситські війська, якими командував Ян Їскра. 
З кінця XVI століття замок став резиденцією шляхетського (а згодом князівського) роду Кохари. У 1585 і 1602 роках він витримав напад турків. Остаточно замок був покинутий в 1812 році.